# Катеринопіль (зупинний пункт)
Катеринопі́ль — пасажирський зупинний пункт (колишній роз'їзд) Шевченківської дирекції Одеської залізниці.
Розташований в смт Катеринопіль Катеринопільського району Черкаської області на лінії Христинівка — Багачеве між станціями Звенигородка (3 км) та Тальне (26 км).
Зупиняються приміські дизель-поїзди сполученням Черкаси — Христинівка, Умань.